# Деревная (Барановичский район)
Деревна́я (бел. Дзераўная) — деревня в Барановичском районе Брестской области Белоруссии, в составе Новомышского сельсовета. Население — 91 человек (2019).
В основе названия корень дер-, он же в основе терминов дёрн, деревня и др., то есть место распашки, разработки твёрдой, непаханной земли.

## География
Деревня находится в 12 км к юго-западу от центра города Барановичи. Местность принадлежит к бассейну Немана, в черте деревни начинается небольшая речка Деревянка, впадающая в реку Лохозва (приток Щары). В 3 км от деревни проходит автомагистраль М1, с которой Деревную связывает местная дорога. Ближайшая ж/д станция — Севрюки (линия Барановичи — Слоним — Волковыск).

## История
Местечко известно с середины XVI века с 1566 года принадлежало Новогрудскому воеводству. Шляхетская собственность.
После второго раздела Речи Посполитой (1793) местечко вошло в состав Российской империи, с 1801 года в Гродненской губернии.
В 1862 году открыто народное училище. В 1886 году — волостной центр Слонимского уезда, в селе действовали винокурня, водяная мельница, церковь и часовня. В 1897 году в деревне хлебозапасный магазин, часовня, трактир. На карте 1910 года указана под названием Даревная.
Согласно Рижскому мирному договору (1921) деревня вошла в состав межвоенной Польши, где принадлежала Барановичскому повету Новогрудского воеводства. С 1939 года деревня в БССР. В Великую Отечественную войну с конца июня 1941 года до 9 июля 1944 года оккупирована немецко-фашистскими захватчиками, разрушено 28 домов. Существовавшая в деревне православная церковь не сохранилась, католический храм в советский период был разобран, из его материалов построена школа. В конце XX века здание школы было передано католикам, после чего оно было обложено кирпичом, перестроено и ныне функционирует как католический храм.
До 22 марта 1962 года входила в состав Полонковского сельсовета.

## Население
| Численность населения (по переписи) | Численность населения (по переписи) | Численность населения (по переписи) | Численность населения (по переписи) | Численность населения (по переписи) | Численность населения (по переписи) | Численность населения (по переписи) | Численность населения (по переписи) | Численность населения (по переписи) |
| 1886                                | 1897                                | 1909                                | 1921                                | 1939                                | 1970                                | 1999                                | 2009                                | 2019                                |
| ----------------------------------- | ----------------------------------- | ----------------------------------- | ----------------------------------- | ----------------------------------- | ----------------------------------- | ----------------------------------- | ----------------------------------- | ----------------------------------- |
| 528                                 | ↗666                                | ↘393                                | ↗761                                | ↗1266                               | ↘697                                | ↘259                                | ↘163                                | ↘91                                 |